# Jerônimo de Albuquerque Maranhão
Jerónimo de Albuquerque Maranhão (Olinda, 22 de abril de 1548 — Natal, 11 de fevereiro de 1618) foi um militar e administrador colonial português nascido no Brasil.
Primeiro brasileiro a comandar uma força naval para defender o Brasil, foi herói da conquista do Maranhão no contexto da França Equinocial, e fundador da atual capital do Rio Grande do Norte, Natal. Por ter expulsado os franceses do território brasileiro, recebeu o sobrenome "Maranhão" do rei Filipe III de Espanha.

## Biografia
Filho do nobre português Jerónimo de Albuquerque e da princesa indígena pernambucana Muira Ubi — filha do cacique Uirá Ubi (Arco Verde, em português), batizada com o nome de Maria do Espírito Santo Arcoverde —, Jerônimo de Albuquerque Maranhão notabilizou-se nas lutas travadas contra os franceses na Região Nordeste do Brasil.
Sua primeira atuação destacada ocorreu quando, à frente de uma companhia que lhe foi entregue pelo Capitão-mor de Pernambuco, Manuel Mascarenhas Homem, empreendeu a reconquista da
Capitania do Rio Grande (atual estado brasileiro do Rio Grande do Norte) - que fora invadida pelos franceses -  onde ele viria a fundar a cidade de Natal (1599). Por conta desse feito, foi-lhe atribuído o título de fidalgo.
Em 9 de janeiro de 1603, foi nomeado Capitão-mor do Rio Grande, em substituição a João Rodrigues Colaço, que o antecedera no cargo. No ano seguinte, concedeu uma sesmaria de 5.000 braças em quadra, aos seus filhos Matias e António de Albuquerque, em cujas terras logo foi instalado o engenho de cana de Cunhaú, que se tornaria o mais importante núcleo econômico da Capitania.
Em 17 de junho de 1614, foi nomeado "capitão da conquista do Maranhão", região que então se achava sob o domínio dos franceses, que nela haviam erigido o forte São Luís  e instalado uma colônia - a França Equinocial.

### Conquista do Maranhão

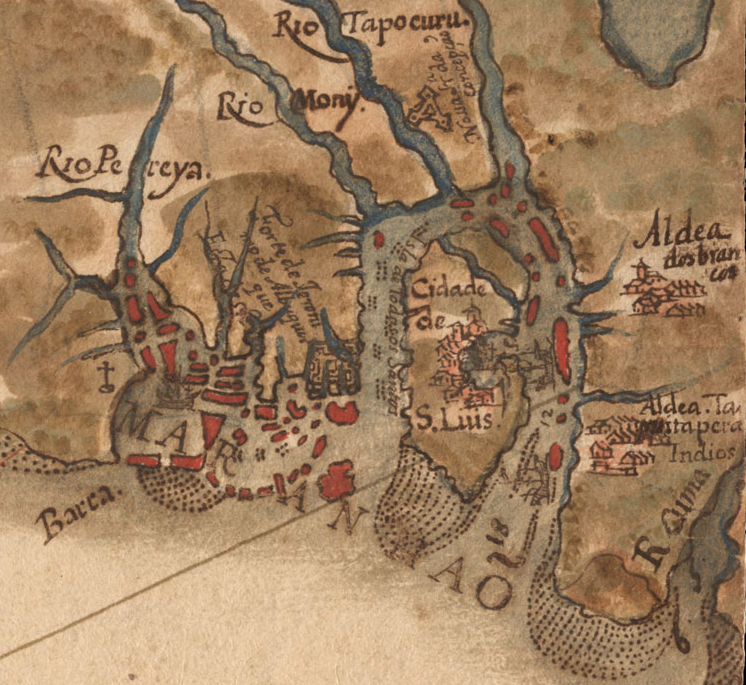
São Luís do Maranhão. Mapa de 1629

Para cumprir a missão que lhe fora confiada, Jerónimo preparou navios, acumulou armas e munições, e recrutou homens, inclusive esvaziando as prisões. A fim de obter o concurso dos índios, visitou várias aldeias, negociando com os caciques. Afinal, partiu do Rio Grande com destino ao Maranhão.
Chegando à Capitania do Piauí, enviou um grupo de reconhecimento sob o comando de Martim Soares Moreno e, enquanto esperava, fundou a povoação no Camocim, para reforçar o domínio português na região.
Martim Soares Moreno encontrou os franceses instalados no Maranhão e colheu informações sobre eles, mas ao retornar, uma violenta tempestade desviou-o para as Antilhas, de onde ele tomou o rumo da Espanha. Julgando-o perdido e sem dispor de informações sobre o inimigo, Jerônimo de Albuquerque achou mais prudente deslocar-se para Pernambuco, onde se encontrava o governador-geral, Gaspar de Sousa. Ciente da situação, o governador-geral mandou vir de Portugal, para ajudar Jerônimo, Diogo de Campos Moreno, que era grande conhecedor do Brasil. Formou-se uma nova expedição, com cerca 300 homens, aos quais se juntaram os 200 índios de Jerónimo. Velejando até o Maranhão, os expedicionários desembarcaram na praia de Guaxenduba, onde ergueram uma fortificação, a que deram o nome de Santa Maria.
Na madrugada de 19 de novembro de 1614, navios franceses fundearam ao largo da praia, e deles saíram cerca de 300 soldados e mais de 2.000 índios. O comandante francês, La Ravardière, intimou os portugueses a se renderem, haja vista a desproporção de forças. Contudo, desprezando a intimação, Jerônimo atacou e, apesar de suas forças serem numericamente inferiores, colheu uma surpreendente e decisiva vitória (.
Oito dias depois, ainda sob a alegria da vitória alcançada, Jerónimo acrescentou ao seu nome o apelido “Maranhão”, conforme consta de sua assinatura, aposta em documento de 27 de novembro
.
Por força do resultado da Batalha de Guaxenduba, os franceses aceitaram negociar. Jerónimo e La Ravardière acordaram um armistício, suspendendo as hostilidades por um ano, enquanto mandavam, para cada uma das Cortes, emissários em busca de novas instruções. Mas o governo luso-espanhol não aprovou o armistício, conforme notícia trazida por Francisco Caldeira Castelo Branco. Ainda assim, Jerónimo não desfez o acordo com o qual se comprometera, preferindo aguardar a chegada de documento oficial. Este lhe chegou com o General Alexandre de Moura, nomeado Governador-Geral da Armada e Conquista do Maranhão, instruído a obter dos franceses a rendição incondicional. Embora ressentido pelo que considerou uma falta de reconhecimento pelos serviços que prestara à Coroa, Jerônimo curvou-se diante de seu superior hierárquico, entregando-lhe o comando.
Em 31 de outubro de 1615, recomeçaram as hostilidades. Enquanto Jerónimo de Albuquerque cercava, por terra, o forte São Luís, a esquadra de Alexandre de Moura fechava o cerco, por mar. Intimado à rendição, La Ravardière submeteu-se com condições, prometendo partir em 3 meses. De Portugal chegaram reforços e ordens específicas: não pagar indenizações, apenas permitindo que os invasores franceses levassem seus pertences. No prazo acordado, La Ravardière entregou o forte e seus homens embarcaram para a França.

### Morte do guerreiro
Em reconhecimento aos seus relevantes serviços, Jerónimo de Albuquerque foi nomeado capitão-mor da
Capitania do Maranhão, cargo que exerceu por dois anos (1616 a 1618), até sua morte, sendo sucedido por seu filho, António de Albuquerque Maranhão.
Por algum tempo, pairaram dúvidas sobre o local da morte do guerreiro. Enquanto o Barão do Rio Branco, em seu livro, "Efemérides Brasileiras", afirmava que Jerônimo falecera no dia 11 de fevereiro de 1618, em São Luis do Maranhão, Borges da Fonseca, em "Nobiliarquia Pernambucana", sustentava que ele morrera no Engenho Cunhaú, no Rio Grande do Norte.
A dúvida persistiu até a descoberta de uma antiga pedra tumular, medindo cerca de 1,24 x 0,69m, localizada no piso da Capela do Engenho, ao pé do retábulo. Bastante desgastada pelo tempo, a pedra contem uma inscrição, quase apagada, mas onde ainda é possível ler: QUIJA O DADO JNIMODE ALBUQ.MARANHÃO (Aqui jaz o fundador, Jerônimo de Albuquerque Maranhão). Desta forma, fica esclarecido, como tendo sido no Engenho do Cunhaú, hoje localizado em Canguaretama/RN, o local do seu sepultamento e provavelmente também onde falecera.
Atualmente, Jerônimo Albuquerque Maranhão é nome de diversas ruas e avenidas em cidades brasileiras. É o nome escolhido para uma das novas Fragatas Classe Tamandaré da Marinha do Brasil (F201), atualmente em construção.
No dia 18 de abril de 2012, Jerónimo de Albuquerque se tornou o terceiro indígena brasileiro a ser reconhecido oficialmente como herói, através do projeto de lei sugerido pelo vereador Adenúbio Melo, em Natal-RN.

## Família
Aproximadamente em 1590, se casa com Catarina Feijó Guardes, filha de Antônio Pinheiro Feijó e Leonor Tavares Guardes de Andrade. Dessa união, nasceram três filhos:
1. António de Albuquerque Maranhão (1590-1667). Foi governador colonial da Paraíba e do Maranhão. Se casou com Joana Luísa de Castelo Branco.
2. Jerónimo de Albuquerque Maranhão (1595-1631).
3. Matias de Albuquerque Maranhão (1596-1685). Foi governador colonial da Paraíba. Se casou com Isabel da Câmara.